# Eybens
Eybens (prononcé [ebɛ̃] ) est une commune française située dans le département de l'Isère en région Auvergne-Rhône-Alpes.
La commune, d'aspect essentiellement urbain, est située dans l'intercommunalité de Grenoble-Alpes Métropole. Historiquement son territoire est traversé par la route Napoléon qui évoque le retour de Napoléon Ier après son départ de l'Ile d'Elbe.

## Géographie

### Situation

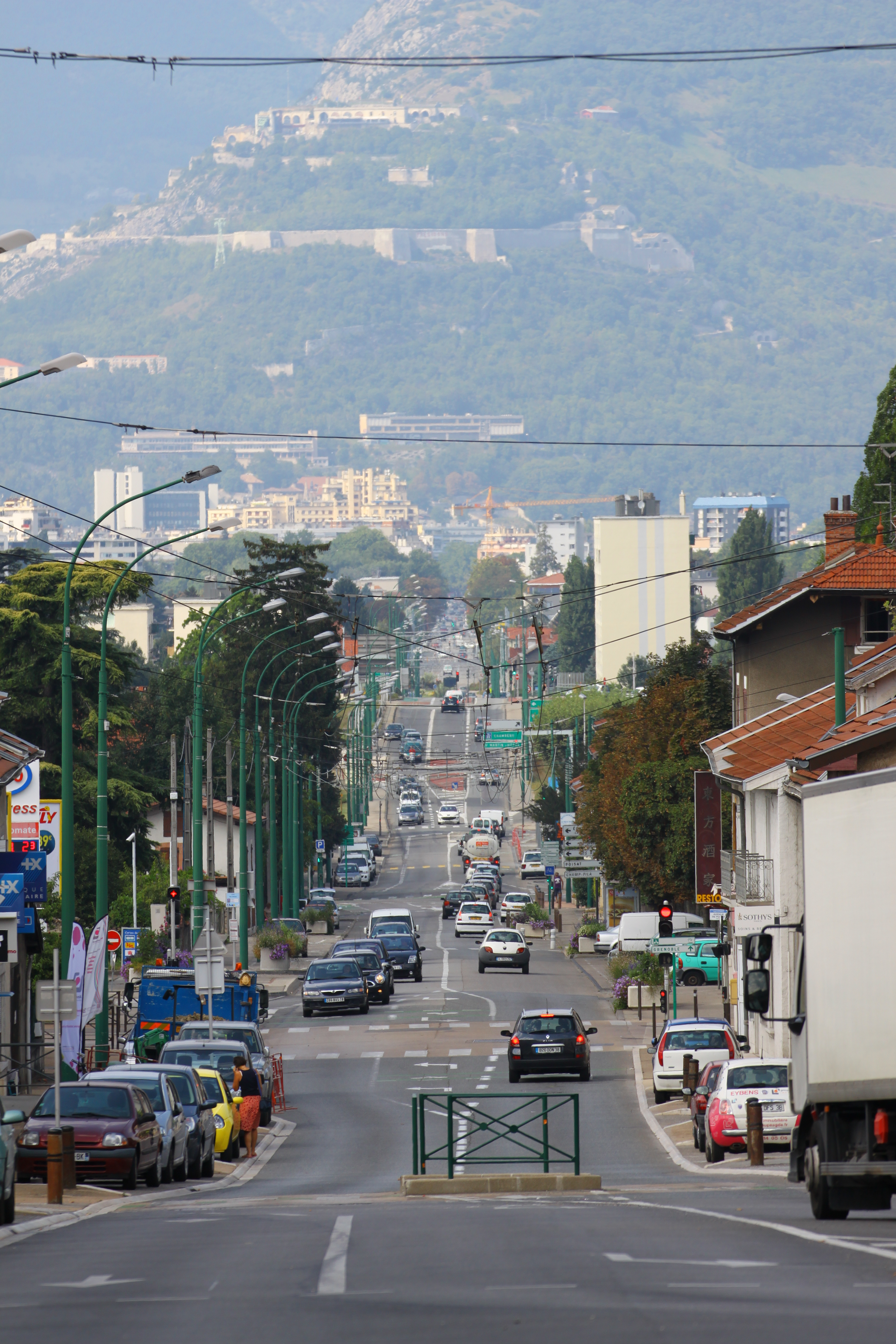
L'avenue Jean-Jaurès d'Eybens, avec en arrière-plan le fort de la Bastille.

La commune d'Eybens s'étend au sud de Grenoble. Elle est traversée par la Rocade Sud de la ville. Elle est au pied des collines situées en contrefort de la chaîne de Belledonne.
La ville a une superficie de 453,5 hectares dont 27 % de forêts, jardins et parcs.

### Communes limitrophes
| Grenoble   | Grenoble | Saint-Martin-d'Hères |
| Échirolles | Eybens   | Poisat               |
| Échirolles | Bresson  | Brié-et-Angonnes     |

Les communes limitrophes les plus importantes sont mentionnées en gras dans la rose des vents ci-dessus.

### Climat
Pour des articles plus généraux, voir Climat d'Auvergne-Rhône-Alpes et Climat de l'Isère.
En 2010, le climat de la commune est de type climat des marges montargnardes, selon une étude du Centre national de la recherche scientifique s'appuyant sur une série de données couvrant la période 1971-2000. En 2020, Météo-France publie une typologie des climats de la France métropolitaine dans laquelle la commune est exposée à un climat de montagne ou de marges de montagne et est dans la région climatique Alpes du nord, caractérisée par une pluviométrie annuelle de 1 200 à 1 500 mm, irrégulièrement répartie en été.
Pour la période 1971-2000, la température annuelle moyenne est de 11,5 °C, avec une amplitude thermique annuelle de 19 °C. Le cumul annuel moyen de précipitations est de 1 227 mm, avec 9,9 jours de précipitations en janvier et 6,5 jours en juillet. Pour la période 1991-2020, la température moyenne annuelle observée sur la station météorologique de Météo-France la plus proche, « Chamrousse », sur la commune de Chamrousse à 11 km à vol d'oiseau, est de 5,8 °C et le cumul annuel moyen de précipitations est de 1 219,3 mm,. Pour l'avenir, les paramètres climatiques de la commune estimés pour 2050 selon différents scénarios d'émission de gaz à effet de serre sont consultables sur un site dédié publié par Météo-France en novembre 2022.

### Hydrographie
La commune d'Eybens est traversée par le cours d'eau Le Verderet qui prend source au nord de Brié-et-Angonnes, au lieu-dit Tavernolles. Il descend le long de l'avenue du Maquis de l'Oisans, passe par le Bourg, suit l'avenue d'Échirolles puis traverse le parc des Ruires et la ZA des Ruires. Autrefois, ce ruisseau rejoignait Grenoble au niveau du quartier de l'Île Verte.

### Voies de communication et transports

#### Transports locaux
La commune est desservie par le réseau de transports de l'agglomération grenobloise (M TAG) avec plusieurs lignes de bus. Avec le nouveau M Réso en septembre 2024, il y a eu quelques changements sur les lignes de bus existantes.
4 lignes de bus Chrono :
- La ligne C3 (Grenoble - Victor Hugo à Échirolles - Centre du graphisme) qui passe à Alpexpo et François Quesnay et qui permet de se rendre à Grenoble ou à Échirolles.
- La ligne C4 (Eybens - Le Verderet à Grenoble - Victor Hugo) qui permet de rejoindre le centre-ville de Grenoble en 20 minutes.
- La ligne C6 (Grenoble - Martyrs - Résistance à Eybens - Maisons Neuves) passe sur le secteur Nord d'Eybens et permet de se rendre dans les communes d'Échirolles, Grenoble, Seyssins, Seyssinet-Pariset et Fontaine. Depuis septembre 2024, le C6 se termine désormais aux Maisons Neuves à la place de l'arrêt Henry Wallon à Saint-mArtin-d'Hères.
- La ligne C7 (Échirolles - Comboire à Saint-Martin-d'Hères - Henri Wallon) qui passe par les Ruires, l'Odyssée et Champ Fila et qui permet de se rendre sur les communes de Poisat, Saint-Martin-d'Hères et Échirolles. Depuis septembre 2024, la ligne C7 se termine à Henri Wallon au lieu de Gières université.
- La ligne 12 devient le C8 (Grenoble - Victor Hugo à Gière - Université - IUT-STAPS) : cette nouvelle ligne chrono de 41 arrêts relie le domaine universitaire au centre-ville de Grenoble. Elle reprend l’itinéraire de la ligne 12 jusqu’à Grand Place et dessert les arrêts Raymond Chanas et Général de Gaulle (correspondance avec le C4) à Eybens.
- La nouvelle ligne C10 (Bernin - Cloyeres à Échirolles - Centre du graphisme) : elle s'arrête à François Quesnay pour aller à Échirolles ou à Bernin par la rocade.
1 ligne de bus Proximo :
- La ligne 18 (Poisat - Cimetière intercommunal à Meylan - Lycée du Grésivaudan) : ancienne ligne 13 qui a été renommée et qui passe par Bel Air. Elle permet de se rendre sur les communes de Poisat, Saint-Martin-d'Hères, Grenoble, La Tronche et Meylan.
2 lignes de bus Flexo :
- La ligne 65 (Vizille - Le Péage à Grenoble -Grand'place) qui permet de se rendre sur les communes de Vizille, Brié-et-angonnes et Grenoble.
- La ligne 67 (Herbeys - Le Bourg à Grenoble - Grand'place) qui permet de se rendre sur les communes d'Herbeys, de Brié-et-angonnes et Grenoble.
- La ligne 68 (Eybens - La Grange du château à Échirolles - La Rampe Centre-ville) qui permet de se rendre sur les communes de Bresson et d'Échirolles.

##### Pistes cyclables
La commune dispose de 13 kilomètres de piste cyclable et est desservie par Mvélo+ le réseau de location de vélo de la Métropole de Grenoble, avec trois consignes : une à l'Odyssée, une au vélodrome et une au parking relais Le Verderet.[réf. souhaitée]

## Urbanisme

### Typologie
Au 1er janvier 2024, Eybens est catégorisée grand centre urbain, selon la nouvelle grille communale de densité à sept niveaux définie par l'Insee en 2022.
Elle appartient à l'unité urbaine de Grenoble, une agglomération intra-départementale regroupant 38  communes, dont elle est une commune de la banlieue,,. Par ailleurs la commune fait partie de l'aire d'attraction de Grenoble, dont elle est une commune du pôle principal,. Cette aire, qui regroupe 204 communes, est catégorisée dans les aires de 700 000 habitants ou plus (hors Paris),.

### Occupation des sols
L'occupation des sols de la commune, telle qu'elle ressort de la base de données européenne d’occupation biophysique des sols Corine Land Cover (CLC), est marquée par l'importance des territoires artificialisés (77,8 % en 2018), en augmentation par rapport à 1990 (69 %). La répartition détaillée en 2018 est la suivante : 
zones urbanisées (50,8 %), zones industrielles ou commerciales et réseaux de communication (27 %), forêts (19,1 %), zones agricoles hétérogènes (2 %), prairies (1,1 %). L'évolution de l’occupation des sols de la commune et de ses infrastructures peut être observée sur les différentes représentations cartographiques du territoire : la carte de Cassini (XVIIIe siècle), la carte d'état-major (1820-1866) et les cartes ou photos aériennes de l'IGN pour la période actuelle (1950 à aujourd'hui).

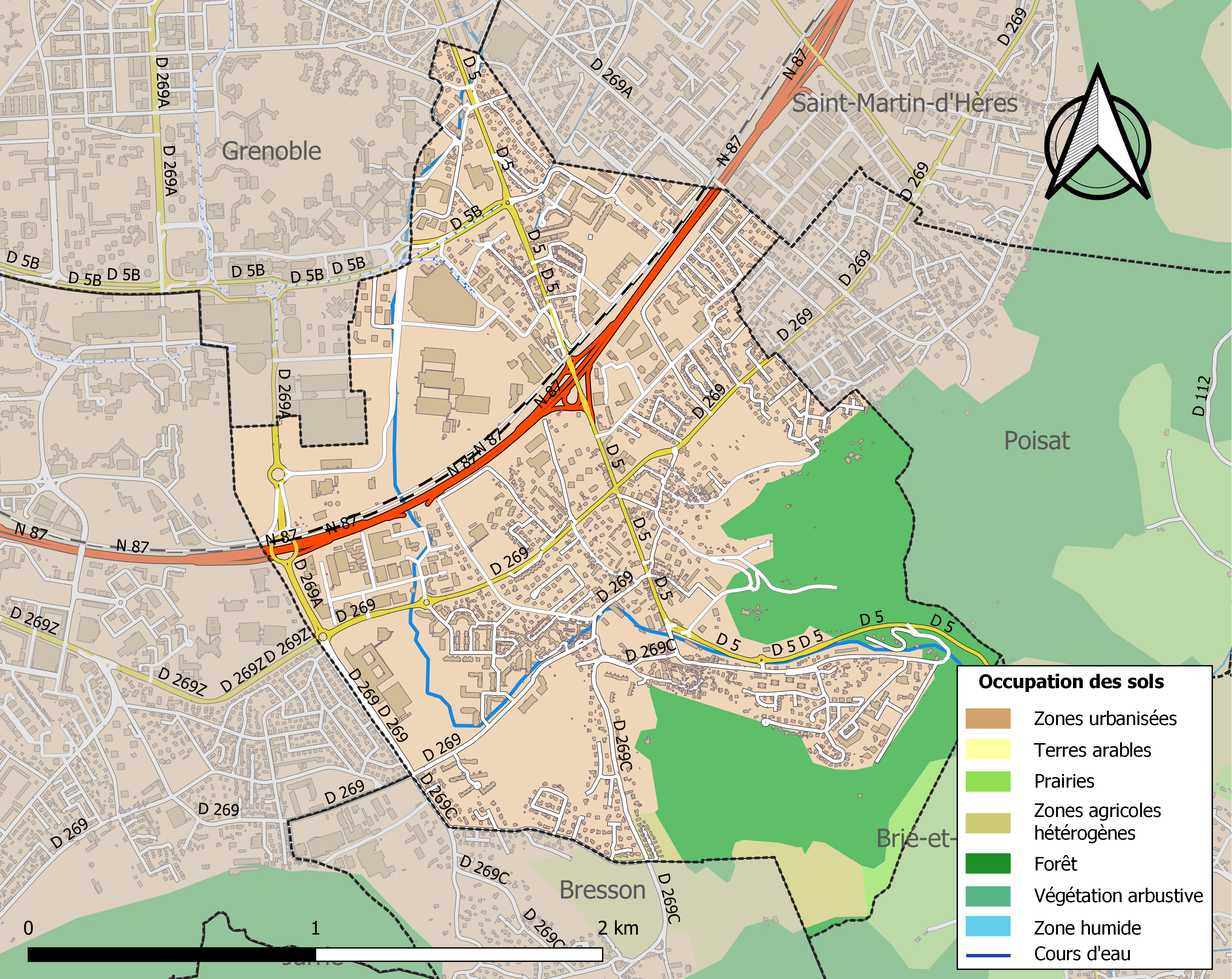
Carte des infrastructures et de l'occupation des sols de la commune en 2018 (CLC).

### Risques naturels et technologiques

#### Risque sismique
L'ensemble du territoire d'Eybens est situé en zone de sismicité no 4 (sur une échelle de 1 à 5), comme l'ensemble des communes de l'agglomération grenobloise.
| Type de zone | Niveau            | Définitions (bâtiment à risque normal) |
| ------------ | ----------------- | -------------------------------------- |
| Zone 4       | Sismicité moyenne | accélération = 1,6 m/s2                |

#### Autres risques
Au delà des risques naturels, la commune est liée à de possibles risques technologiques : risque de rupture de barrage, industriel, transport de matières dangereuses et nucléaire.

## Toponymie
Le nom « Aiben » est le premier à apparaître dans les archives, autour de 1100. Suivront Ebent, Ayben (et ses déclinaisons latines), Aybenco, Eyben et d’autres encore. Eybens ne s’impose finalement qu’au XVIe siècle. Il n’existe à ce jour aucune certitude quant à l’origine de ce nom. Il semble toutefois qu’elle soit liée à l’eau si l’on se réfère aux deux hypothèses qui paraissent les plus plausibles. La première convoque le préfixe AI (dérivé du gaulois equo : eau) et le suffixe Benc (lieu). Eybens serait donc « le lieu des eaux, en raison des nombreux marais qu’il y avait à cet endroit autrefois » d’après André Plank. La seconde hypothèse s’appuie sur l’ancien français « Ebee », vanne du moulin, 
ou "Ebe", reflux, écluse, déversoir. Il faudrait rattacher cette hypothèse au Verderet, sur le cours duquel furent installés plusieurs moulins.

## Histoire
L'histoire de la commune remonte à l'époque gallo-romaine. Les traces les plus anciennes sont celles d'une villa gallo-romaine du Ier siècle, découverte lors d'un réaménagement des places du bourg.

### Le château d'Eybens
Dominant le bourg historique de la commune, il est situé sur une colline qui surplombe le passage reliant le bassin grenoblois au plateau de Champagnier et aux contreforts de Belledonne. Son origine remonterait au Moyen Âge, sans être très claire toutefois. Il est possible que la construction initiale ait été celle d'un château fort, l'emplacement du château se prêtant particulièrement bien à un édifice fortifié. La construction du château actuel daterait, elle, de 1610.
L'histoire du château est liée à celles des différentes familles qui se sont succédé sur le domaine : Briançon, Chaponnay, Surville, Christine de Savoie, Leclet, Périer, Chaper...
On peut imaginer le château durant la première moitié du XXe siècle avec ses jardins à la française. Partiellement inoccupé après la seconde guerre mondiale, la remise en état du château débutera dans les années 1970.
Parmi les éléments remarquables du château, on notera la chapelle, située à l'intérieur de l'édifice. Transformée en pièce d'habitation après la Révolution, cette chapelle a été rénovée et des fresques en trompe-l'œil datant probablement du XVIIe siècle ont ainsi pu être redécouvertes.

### La grange du château
Ce bâtiment, anciennement « la Bélinière » puis siège d'associations en lien avec le handicap, est depuis de nombreuses années une propriété communale. Il se situe entre la piscine et les tennis près du château, et constituait autrefois la grange et l'écurie du château. La grange était largement entourée de vergers et de vignes qui remontaient jusqu'au château.
Depuis septembre 2022, le bâtiment a été réaménagé et devient la nouvelle maison de la vie associative et citoyenne.

### L'église d'Eybens
La première mention connue de l'église remonte à la fin du XIe siècle ; des documents du XVe siècle mentionnent une paroisse dédiée à Saint Christophe et une dévotion forte pour une croix installée à l'intérieur du bâtiment, qui aurait produit plusieurs miracles.
Après la Révolution, l'église change d'usage et est utilisée un temps pour des audiences du Juge de paix du canton. Le presbytère sert de maison d'arrêt, et la sacristie fait office de bâtiment des archives communales. Cependant, cette utilisation de l'église suscite une polémique et sera rapidement abandonnée.
Dès le début du XIXe siècle, des documents d'archives relatent des discussions autour de l'agrandissement ou de la reconstruction de l'église. C'est finalement une reconstruction qui est retenue en 1865, et les travaux de la nouvelle église s'achèvent en 1868.

### La Maladrerie de la Lévade, aujourd'hui château de la Commanderie
Cette annexe de la Commanderie d'Échirolles a servi à accueillir les lépreux, tout comme d'autres lieux autour de Grenoble. Elle fait partie, avec le château, des sites les plus anciens d'Eybens. Son nom apparaît en 1259 dans divers documents. La Commanderie d'Échirolles avait été fondée par l'Ordre des Templiers ; elle est ensuite restituée à l'Ordre des chevaliers hospitaliers de Malte en 1317, et c'est à ce moment que sa mission d'accueil des lépreux s'arrête. Elle devient alors Château de la Commanderie (aujourd'hui hôtel-restaurant). Subsistent dans son enceinte deux meurtrières et un sarcophage, témoins du passé du lieu.

### Passage de Napoléon à Eybens

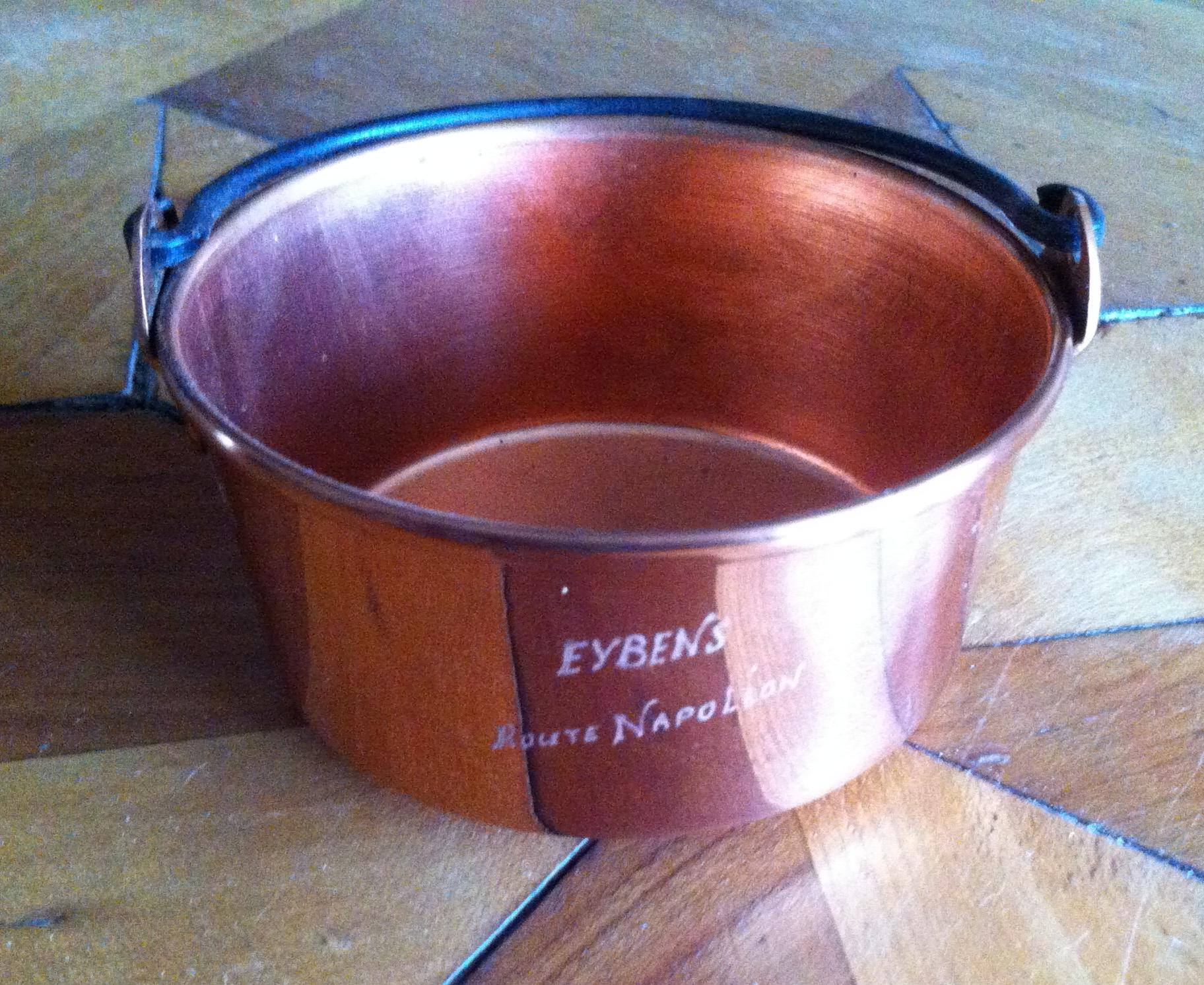
Réplique exacte au 1/8 du chaudron en cuivre martelé dans lequel l'empereur Napoléon Ier s'est lavé les pieds dans une auberge à Eybens sur l'actuelle Place de Verdun le 7 mars 1815 vers le soir, pieusement conservé par une famille eybinoise.

Sur son chemin de retour de l'île d'Elbe, le 7 mars 1815 vers le soir, Napoléon s'est lavé les pieds dans une auberge sur l'actuelle Place de Verdun dans un chaudron en cuivre martelé.

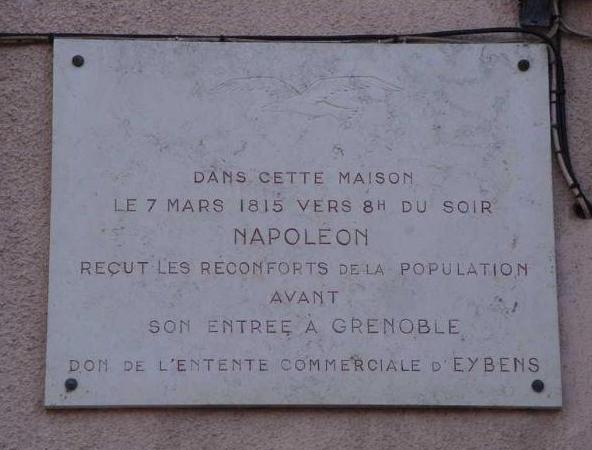
Plaque commémorative du passage à Eybens de Napoléon 1er le 7 mars 1815 vers le soir

https://www.geneanet.org/cimetieres/view/1237641/persons/?individu_filter=BONAPARTE%2BNapoleon

## Politique et administration

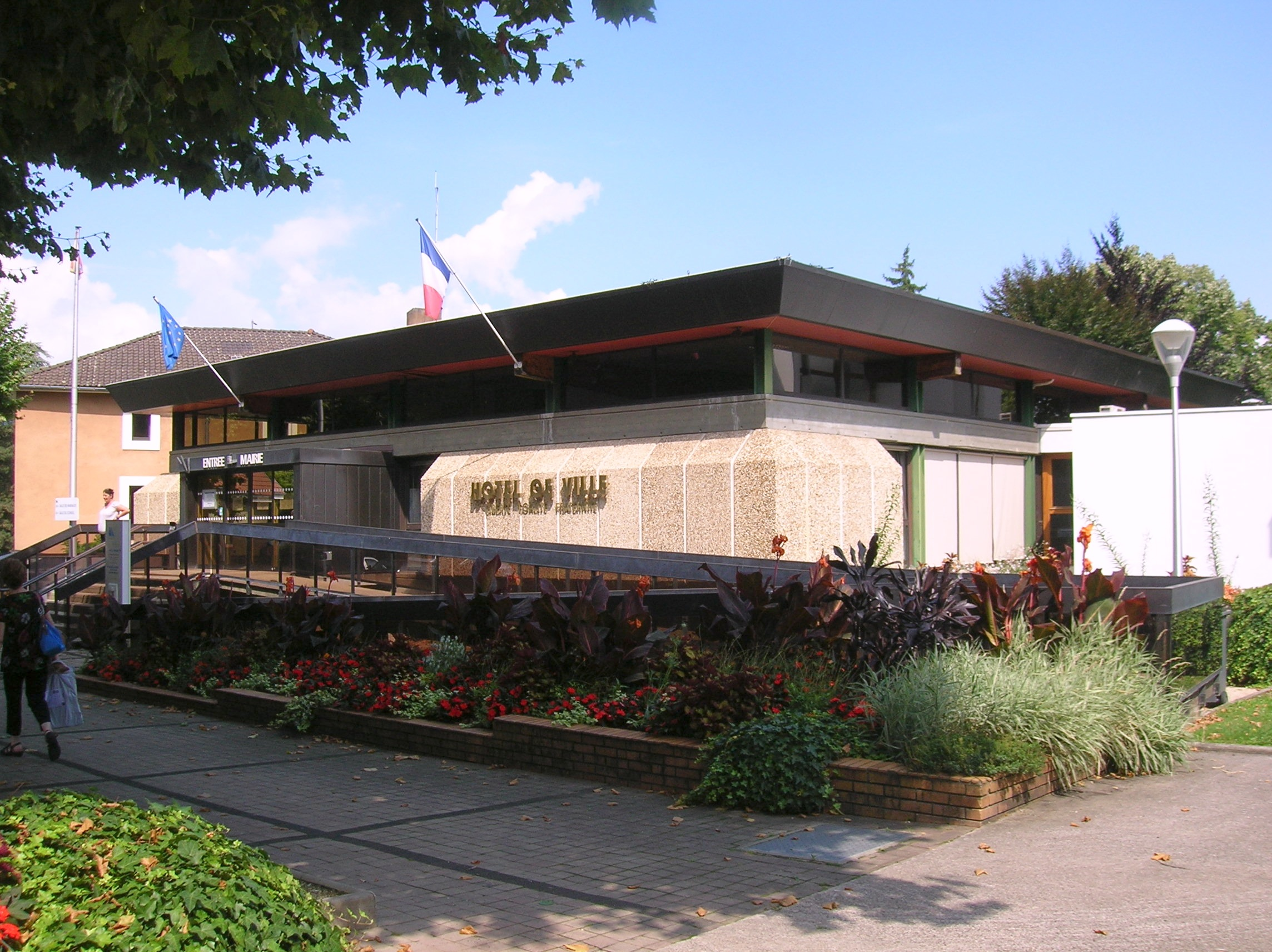
L'Hôtel de ville.

En 2010, la commune d'Eybens a été récompensée par le label « Ville Internet @@@ », et labelisée « Ville Internet @@ » en 2014.

### Tendances politiques et résultats
La commune est historiquement située à gauche, et dirigée par la gauche depuis 1983. Tous les candidats arrivés en tête au premier tour des élections présidentielles au XXIe siècle étaient des candidats de la gauche ou du centre,,,.

### Liste des maires
| Période                                  | Période                  | Identité         | Étiquette | Qualité |
| ---------------------------------------- | ------------------------ | ---------------- | --------- | --- |
| 1944                                     | 1947                     | Alfred Coquand   |           | |
| 1947                                     | 1959                     | Raymond Chanas   |           | |
| 1959                                     | 1974                     | Charles Piot     | DVD       | Gérant de la société Piot Pneus |
| 1974                                     | 1983                     | Roger Journet    |           | |
| mars 1983                                | mars 2014                | Marc Baïetto     | PS        | Professeur de philosophie Conseiller général du canton d'Eybens (1988 → 2015) Président de la CA Grenoble-Alpes Métropole (2010 → 2014) |
| avril 2014                               | janvier 2019 (démission) | Francie Mégevand | DVG-EELV  | Cadre supérieure |
| 9 avril 2019                             | En cours                 | Nicolas Richard  | DVG       | Cadre à EDF |
| Les données manquantes sont à compléter. |                          |                  |           | |

### Jumelages
La ville d'Eybens est jumelée avec :
•  Arnstorf (Allemagne) depuis le 21 mars 2019.
La commune d'Eybens est particulièrement active concernant la coopération décentralisée (Cameroun, Liban, Pérou, Roumanie). Plusieurs projets ont été initiés dans le domaine de l'adduction d'eau, la construction et l'équipement d'écoles et de bibliothèques et l'appui institutionnel.

## Population et société

### Démographie
L'évolution du nombre d'habitants est connue à travers les recensements de la population effectués dans la commune depuis 1793. Pour les communes de moins de 10 000 habitants, une enquête de recensement portant sur toute la population est réalisée tous les cinq ans, les populations de référence des années intermédiaires étant quant à elles estimées par interpolation ou extrapolation. Pour la commune, le premier recensement exhaustif entrant dans le cadre du nouveau dispositif a été réalisé en 2005.

En 2022, la commune comptait 10 095 habitants, en évolution de −2,85 % par rapport à 2016 (Isère : +3,07 %, France hors Mayotte : +2,11 %).
| 1793 | 1800 | 1806 | 1821 | 1831 | 1836 | 1841 | 1846 | 1851 |
| ---- | ---- | ---- | ---- | ---- | ---- | ---- | ---- | ---- |
| 526  | 598  | 619  | 713  | 866  | 823  | 815  | 846  | 810  |

| 1856 | 1861 | 1866 | 1872 | 1876 | 1881 | 1886 | 1891 | 1896 |
| ---- | ---- | ---- | ---- | ---- | ---- | ---- | ---- | ---- |
| 834  | 773  | 806  | 819  | 835  | 806  | 834  | 822  | 824  |

| 1901 | 1906 | 1911 | 1921 | 1926  | 1931  | 1936  | 1946  | 1954  |
| ---- | ---- | ---- | ---- | ----- | ----- | ----- | ----- | ----- |
| 771  | 801  | 791  | 795  | 1 003 | 1 295 | 1 319 | 1 329 | 1 756 |

| 1962  | 1968  | 1975  | 1982  | 1990  | 1999  | 2005  | 2006  | 2010  |
| ----- | ----- | ----- | ----- | ----- | ----- | ----- | ----- | ----- |
| 2 346 | 3 310 | 5 436 | 5 843 | 8 013 | 9 471 | 9 454 | 9 335 | 9 582 |

| 2015   | 2020   | 2022   | - | - | - | - | - | - |
| ------ | ------ | ------ | - | - | - | - | - | - |
| 10 259 | 10 112 | 10 095 | - | - | - | - | - | - |

### Culture
L'espace culturel l'Odyssée est un équipement incontournable et le véritable cœur culturel de la ville.
Il regroupe :
- Une salle de spectacle (auditorium) d'une capacité de 310 places qui accueille de nombreux spectacles toute l'année selon le programme de la saison culturelle.
- Une deuxième salle de spectacle (L'autre rive) d'une capacité de 91 places qui accueille également de nombreux spectacles toute l'année.
- La médiathèque qui propose 40 000 livres, 77 titres de journaux et magazines, 9 000 CD, et 2 000 DVD à consulter sur place ou à emprunter. Elle dispose également de postes d'accès à internet pour les usagers. Des animations sont organisées régulièrement (expositions, apéros littéraires, comptines pour enfants...)
- Le conservatoire de musique et de danse d'Eybens (CRC), qui compte plus de 500 élèves et 34 professeurs. L'enseignement propose une diversité de styles musicaux dans le cadre des départements cordes, vents, instruments polyphoniques et jazz. L'établissement est ouvert à tous les âges (enfants-adolescents-adultes) et tous les niveaux.
- La salle Côté Jardin : un espace ouvert au public qui accueille expositions temporaires, ateliers, résidences d'artistes

### Petite enfance et enseignement

#### Prise en charge de la petite enfance
La ville compte trois crèches multi-accueil :
- Le Jardin des couleurs (capacité d'accueil de 30 enfants)
- Tom Pouce (capacité d'accueil de 18 enfants)
- P'tit Chose (capacité d'accueil de 45 enfants)

#### Enseignement primaire et secondaire
Rattachée à l'académie de Grenoble, la commune commune compte près de 1 000 écoliers eybinois prennent chaque année le chemin de l'école, dans 4 maternelles et 4 élémentaires.
Écoles maternelles et élémentaires :
- École Bel Air
- École du Bourg
- École des Ruires
- École du Val/Maisons Neuves

La ville d'Eybens dispose d'un collège : le collège des Saules qui accueille environ 600 élèves venus d'Eybens en majorité, mais aussi de Grenoble et d'Herbeys. L'établissement est géré par le conseil général de l'Isère.
La ville ne disposant pas de lycée, les eybinois allant en filière générale sont scolarisés au lycée Marie Curie à Échirolles.
Il existe des dispositifs pour aider les jeunes eybinois à s'insérer dans le monde du travail, notamment le dispositif de jobs jeunes et l'aide de la Mission Locale Sud-Isère présente à l'Odyssée.
Le Centre de Loisirs et Culture propose aux jeunes issus de tous milieux de nombreuses activités de loisirs et culturelles.

### Maisons des habitants
Lieux d’accueil, de partage et d’information, elles participent à l’animation de la vie sociale locale, dans un esprit de solidarité et de convivialité. Elles proposent des activités sociales et éducatives pour répondre aux besoins des habitants et habitantes, et plus particulièrement des familles. L'accueil du CCAS se fait dans les maisons des habitants.
Il en existe deux :
- La maison des habitants l'Iliade dans le quartier des Ruires
- La maison des habitants les Coulmes dans le quartier des Maisons Neuves

### Associations
Eybens jouit d'une vie associative riche avec une centaine d'associations dans les domaines du sport, de la culture, de la solidarité, des loisirs et de l'environnement.
La maison des associations, située en face de la mairie au Bourg, apporte des aides aux associations eybinoises : salles de réunion, mise à disposition de bureaux partagés, possibilité de photocopies, prêt ou locations de salles et de matériel, information et documentation, conseil et soutien dans l'organisation de manifestations, relais avec les services de la Ville.

### Manifestations culturelles et festivités
- 1981 - Challenge de la Ville la plus sportive de France - de moins de 10 000 habitants ;
- 1983 - Challenge de L'entreprise la plus sportive de France (Hewlett-Packard) ;
- 1985 - Création du concept d'ergomotricité

### Médias
La presse locale est dominée par le quotidien régional Le Dauphiné libéré, fondé en 1945, et dont le siège est à Grenoble.

### Cultes

#### Culte catholique
- Église catholique La Sainte Trinité

#### Culte protestant
- Église Protestante Évangélique de Grenoble Eybens[31].
- Église Protestante Évangélique d'Eybens[32]

### Sports
- Le tennis de table est représenté par l'Amicale Laïque Échirolles-Eybens TT, créé en 2008 à la suite de la fusion du Eybens TT avec l'Échirolles qui évolue en Championnat de Pro B depuis septembre 2005

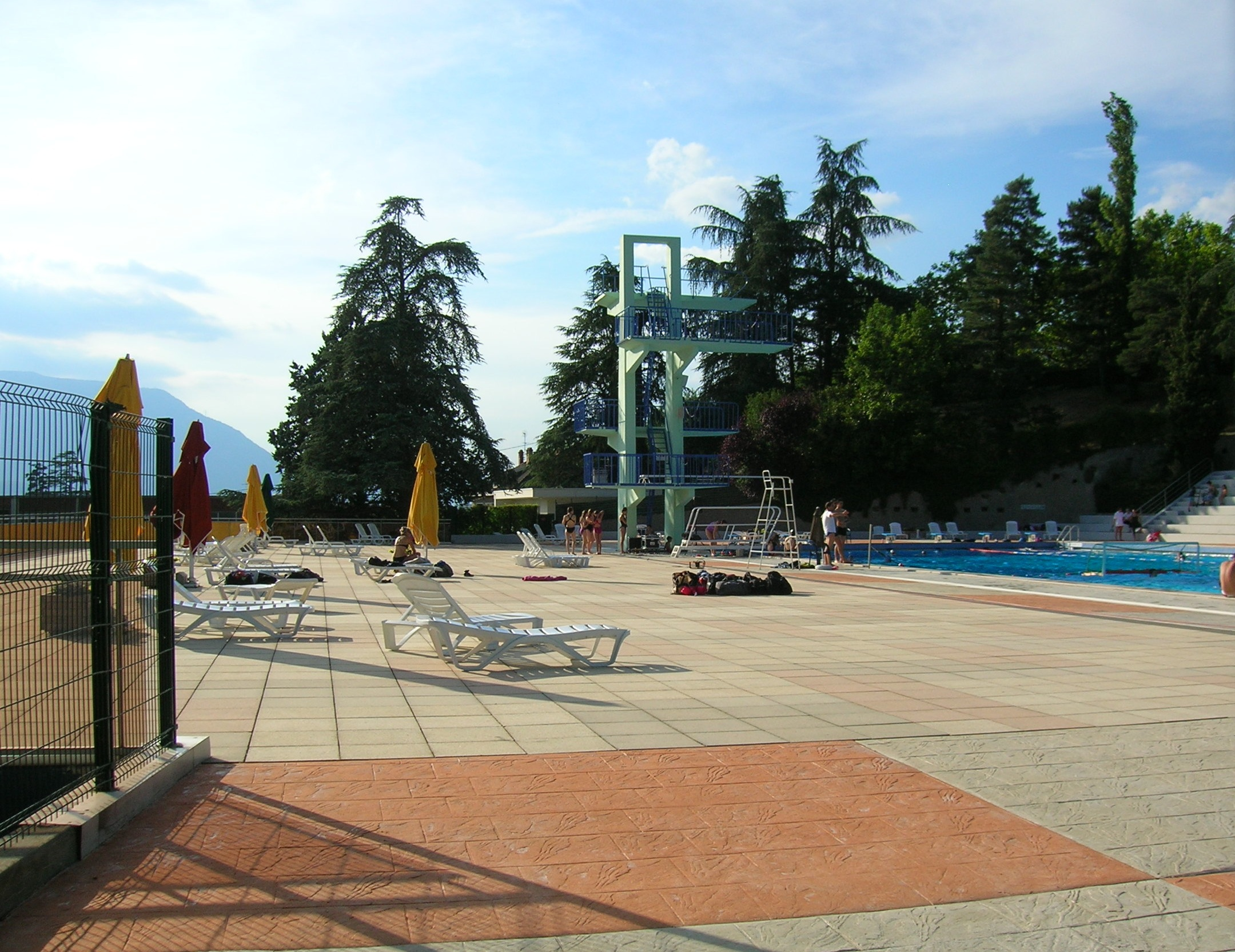
La piscine municipale d'Eybens.

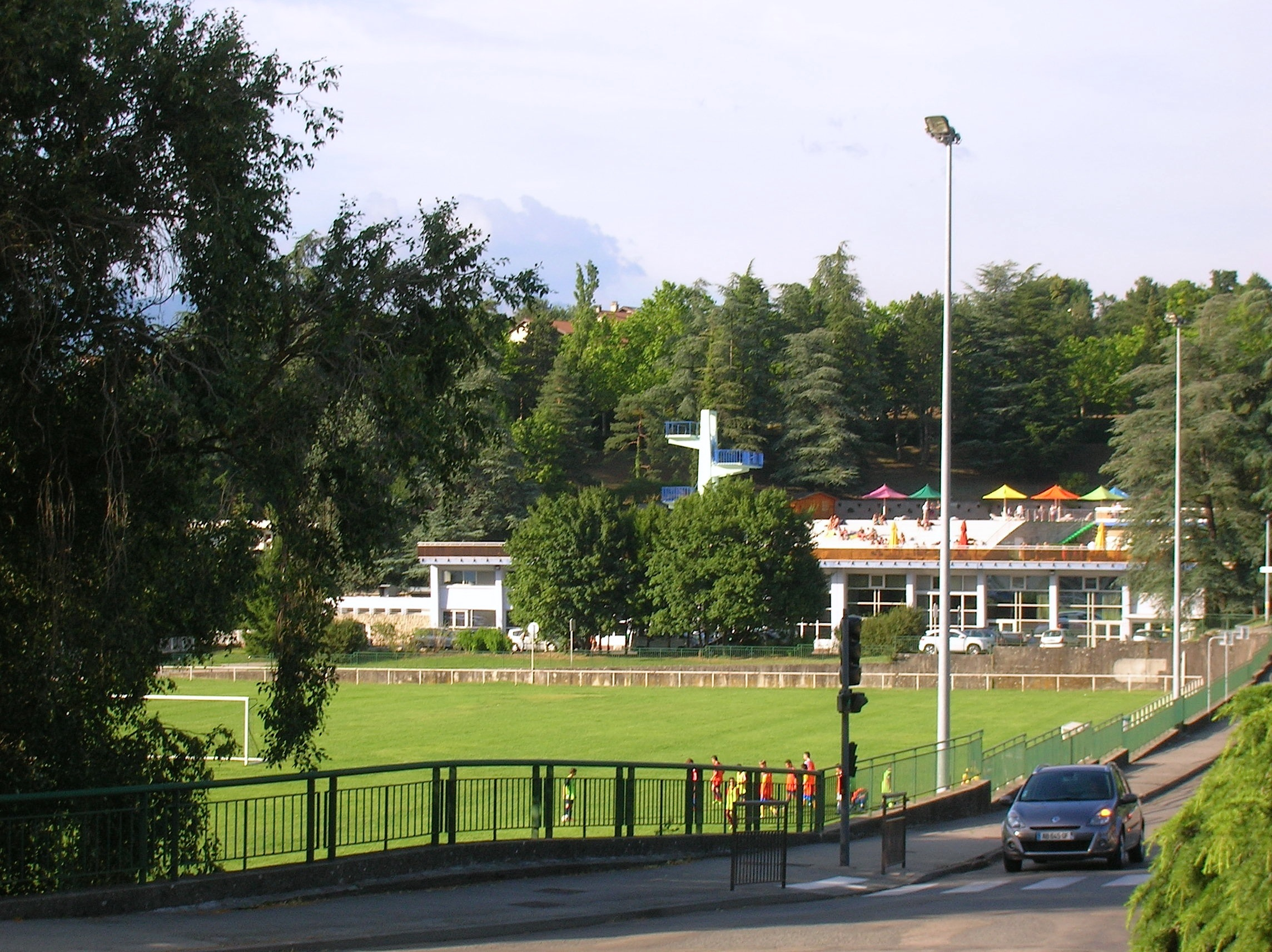
Le terrain de football.

Les équipements sportifs sont variés :
- La piscine municipale, ouverte l'été ;
- le vélodrome ;
- le boulodrome des Condamines (boule lyonnaise) ;
- le parcours de tir à l'arc dans le parc du château ;
- le terrain de football stade Charles-Piot ;
- le complexe sportif Roger-Journet ;
- le complexe sportif Fernand-Faivre ;
- Les courts de tennis ;
- une salle polyvalente ;
- des terrains multisports.

## Économie
Avec ses 7500 emplois privés pour moins de 10 000 habitants, la commune fait figure de référence dans l'agglomération grenobloise. Durant les dix dernières années, la ville a accueilli plus de 300 entreprises supplémentaires et notamment sur le parc d'activité des Ruires, le plus récent. La dernière installation significative a été celle du centre de recherche et de développement de Schneider Electric. Le GERM (Groupement d'Employeurs né aux Ruires et Multisectoriel) est une association créée à l'initiative de la ville et qui est pilotée aujourd'hui par ses utilisateurs, des chefs d'entreprises. Son cœur de métier consiste à regrouper des « morceaux d'emplois » pour employer ses salariés à temps complet. Les entreprises adhérentes (une quarantaine en 2008 pour près de cinquante salariés) peuvent ainsi bénéficier de salariés saisonniers ou à temps partiel, directement employés par l'association, et ce dans tous les secteurs.
La commune fait partie de l'aire géographique de production et transformation du « Bois de Chartreuse », la première AOC de la filière Bois en France,.
La commune compte environ 70 commerçants et artisans[réf. nécessaire]. Le marché se tient tous les mercredis matins sur le parking de l'Odyssée.

## Culture locale et patrimoine

### Lieux et monuments
- Château d'Eybens

Un donjon du XIIIe siècle est remployé dans le logis du XVIIe siècle. Il a été construit par Christine de France, fille d'Henri IV.
- Église néo-gothique du XIXe siècle, dédiée à Saint-Christophe[37].
- Château Bel Air (Bellair ou Belair), datant du XVIIIe siècle, est présent sur la carte de Cassini de 1772[37].

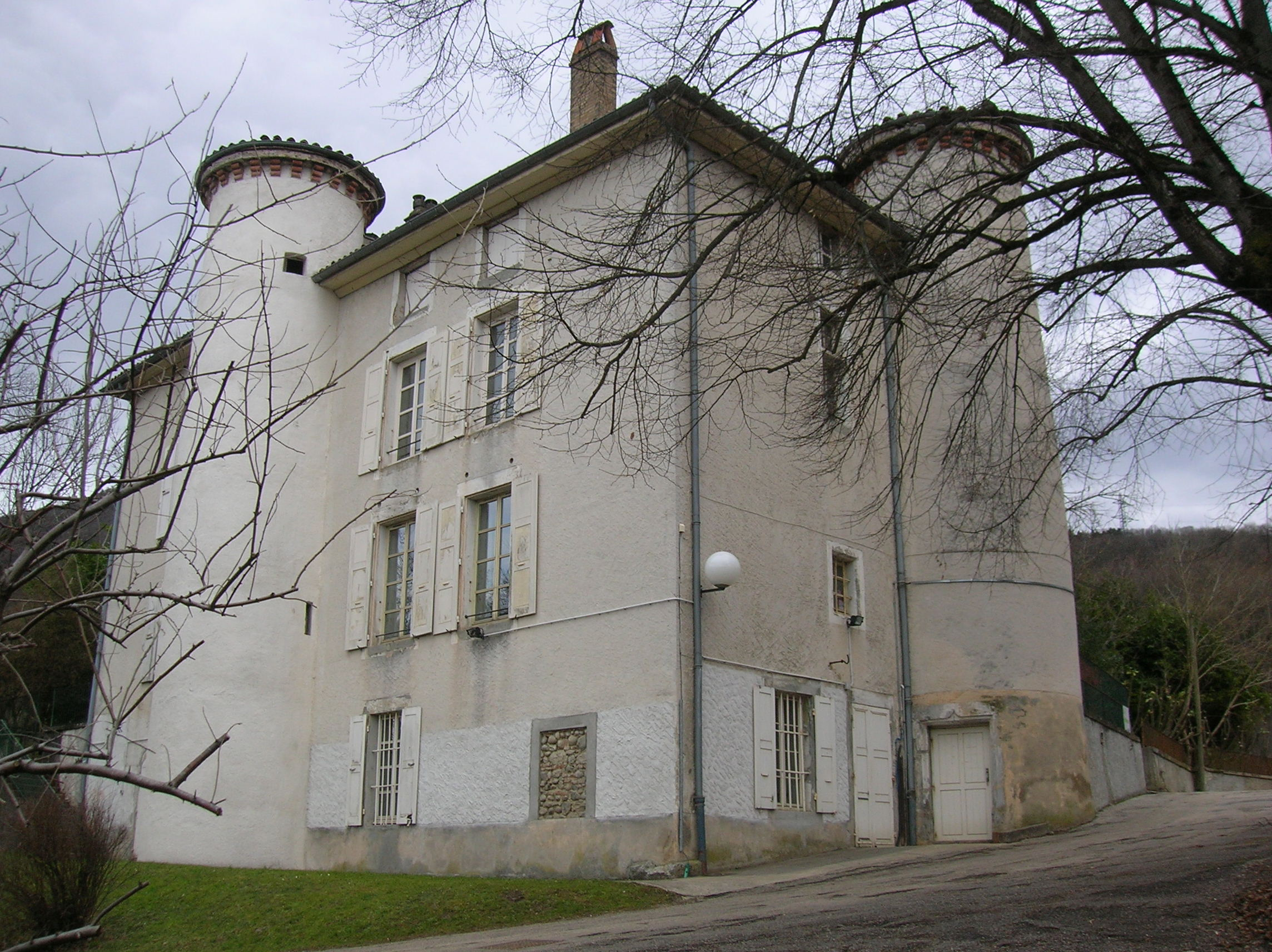
Le château de Bel Air.
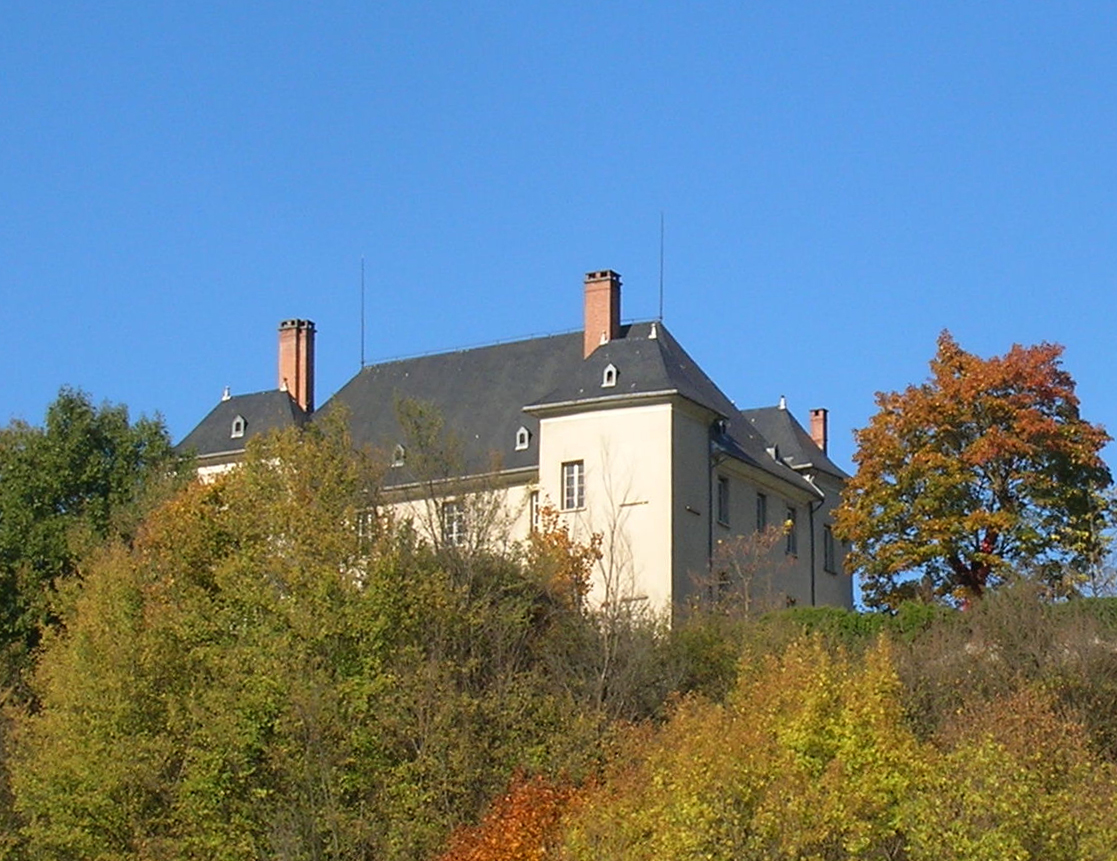
Le château d'Eybens.
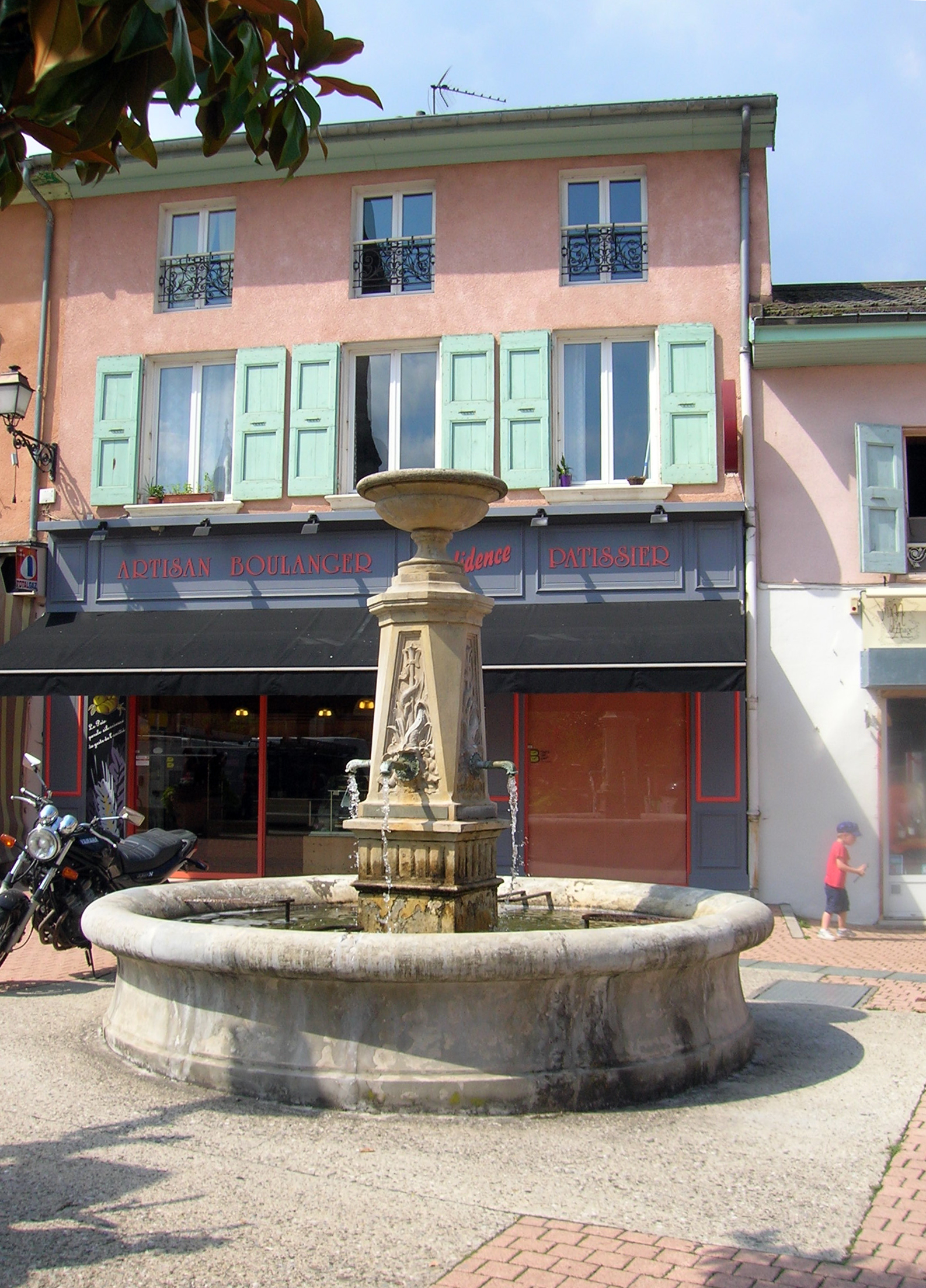
La fontaine sur la place du village.

### Espaces verts et fleurissement
En mars 2017, la commune confirme le niveau « deux fleurs » au concours des villes et villages fleuris, ce label récompense le fleurissement de la commune au titre de l'année 2016.
En 2014, la commune avait obtenu « une fleur ».
La commune compte plusieurs parcs :
- Le parc des Maisons Neuves
- Le parc des Ruires
- Le parc de la Mairie
- L'espace nature

L'espace nature est un espace de 8 hectares pour apprendre à se reconnecter avec la nature et à la protéger à travers de nombreuses activités telles que la création d'une mare pour la biodiversité, d'un verger, d'un potager partagé et création d'un activité de maraîchage biologique (ferme urbaine).
‌

### Personnalités liées à la commune
- Alphonse Perier, homme politique et maire d'Eybens de 1811 à 1831.
- Eugène Chaper, polytechnicien, officier, industriel et député (1874), châtelain d'Eybens, président de l'Académie Delphinale, bibliophile et bienfaiteur de la bibliothèque de Grenoble.
- Charles Piot, ancien maire (stade et rue Charles-Piot), il a créé en octobre 1959 « le Glaive Flamboyant omnisports et culturel ».
- Cyrielle Chatelain, députée de la 2e circonscription de l'Isère depuis 2022, co-présidente EELV du groupe écologiste à l'Assemblée nationale.

Plusieurs membres du groupe Sinsemilia sont Eybinois, et c'est à Eybens que le groupe a donné ses premiers concerts.

### Héraldique, logotype et devise
| Blason de Eybens | Blason  | Blason d’azur au cœur d’or, surmonté d’une colombe d’argent qui tient de son bec un rameau d'olivier. |
| Blason de Eybens | Détails | Ces armoiries apparaissent au milieu du XVIIe siècle, avec l’arrivée de la famille de Surville à la tête de la seigneurie d’Eybens. Ce blason a été concédé à Jean de Surville lors de son ennoblissement par Christine de Savoie en 1642. Si la famille de Surville s’efface de l’histoire locale un siècle plus tard, son blason reviendra sur le devant de la scène eybinoise. En effet, le 28 septembre 1960, le conseil municipal le choisit pour armoiries communales. Le statut officiel du blason reste à déterminer. |